# EU-Baumusterprüfung
Die EU-Baumusterprüfung ist Teil eines von der Europäischen Union vorgeschriebenen und Konformitätsbewertung genannten Verfahrens, mit dem bestimmte Produkte vor deren Inverkehrbringen auf die Einhaltung von Anforderungen aus EU-Rechtsakten zu prüfen sind. Die rechtliche Grundlage hierfür sind verschiedene Richtlinien im Rahmen des sogenannten Neuen Konzepts von 1985, auf dessen Grundlage europaweit einheitliche Mindestanforderungen zu gewährleisten sind. Baumusterprüfungen werden durch Benannte Stellen durchgeführt.

## Anwendungsbereiche
Eine Baumusterprüfung ist u. a. im Geltungsbereich der folgenden EU-Richtlinien möglich:
- Druckgeräte (PED): Richtlinie 2014/68/EU über Druckgeräte
- Explosionsschutz (ATEX): Richtlinie 2014/34/EU
- Maschinen (MRL): Richtlinie 2006/42/EG (Maschinenrichtlinie)
- Aufzüge: Richtlinie 2014/33/EU (Aufzugsrichtlinie)
- Medizinprodukte (MDD): Richtlinie 93/42/EWG über Medizinprodukte
- Messgeräte (MID): Richtlinie 2014/32/EU über Messgeräte
- Nichtselbsttätige Waagen (NSW): Richtlinie 2014/31/EU über nichtselbsttätige Waagen
- Niederspannungs-Richtlinie: Richtlinie 2014/35/EU (Niederspannungsrichtlinie) (freiwillig)
- EMV-Richtlinie: Richtlinie 2014/30/EU über die elektromagnetische Verträglichkeit (freiwillig)
- Funkanlagen-Richtlinie (RED): Richtlinie 2014/53/EU (teilweise freiwillig)

## Baumusterprüfung für Explosionsschutz

### ATEX Richtlinie 2014/34/EU (exemplarisches Beispiel)
Bei der ATEX Richtlinie 2014/34/EU wird die EU-Baumusterprüfung gefordert für:
- elektrische Geräte und Systeme der Kategorie 1 und 2
- mechanische Geräte und Systeme der Kategorie 1
- Geräte und Systeme zum Einsatz im Bergbau

### Schritte der Durchführung
Die ATEX-Leitlinien zur Richtlinie 2014/34/EU, 1. Ausgabe vom April 2016, beschreibt folgende Schritte:
1. Hersteller erstellt die technische Dokumentation und Baumuster.
Es wird der Einsatzbereich, der bestimmungsgemäße Betrieb und die Übereinstimmung mit den Zielen der Richtlinie beschrieben.
2. Die EU-Baumusterprüfung wird bei einer Benannten Stelle beantragt.
Benannte Stellen sind durch die Europäische Kommission festgelegt und sind Mitglied der European ATEX Notified Bodies Group (ExNBG)
3. Die Übereinstimmung mit den Schutzzielen der Richtlinie (Essential Safety and Health Regulations (ESHR)) wird durch die Benannte Stelle geprüft und deren Erfüllung durch die EU-Baumusterprüfbescheinigung bestätigt.

4. Der Hersteller produziert das Produkt in Übereinstimmung mit dem geprüften Baumuster.

5. Der Hersteller stellt eine EU-Konformitätserklärung aus. Diese ist bei einigen (aber nicht allen) EU-Richtlinien Bestandteil des Lieferumfangs des Produkts. Das Produkt wird mit dem CE-Kennzeichen und der Nummer der Benannten Stelle gekennzeichnet.

## Nachweis Übereinstimmung mit den Schutzzielen der Richtlinie
Üblicherweise werden harmonisierte Normen zur Überprüfung angewendet. Hier gilt die Vermutungswirkung, so dass mit dem Erfüllen der normativen Prüfungen die Richtlinie als erfüllt gilt.

## Inverkehrbringen der Produkte
- Die Produkte dürfen nur unverändert wie das bei der EU-Baumusterprüfung vorliegende Prüfmuster in Verkehr gebracht werden.
- Alle nach dem Inverkehrbringen erfolgenden Änderungen sind zu bewerten und ggf. in Abstimmung mit der zuständigen Benannten Stelle einer erneuten Prüfung zu unterziehen.
- Neben dem Produkt wird eine Betriebsanleitung (hier ist der bestimmungsgemäße Gebrauch beschrieben) an den Betreiber geliefert.